# HMCS Skeena (D59)
«Скина» (англ. HMCS Skeena (D59) — військовий корабель, ескадрений міноносець типу «A» Королівських військово-морських флотів Великої Британії та Канади за часів Другої світової війни.
Есмінець «Скина» закладений 14 жовтня 1929 року на верфі John I. Thornycroft & Company у Вулстоні. 10 жовтня 1930 року він був спущений на воду, а 10 червня 1931 року увійшов до складу Королівських ВМС Великої Британії й вже 3 липня 1931 року переданий до складу Королівського флоту Канади.

## Історія служби
2 вересня 1940 року «Скина» разом із британським ескадреним міноносцем «Весткотт», шлюпами «Ловестофт» і «Скарборо», корветом «Перівінклі» приєдналися до конвою SC 2, що наближався до британського берега. Протягом декількох днів конвой піддавався енергійним спробам німецьких підводників атакувати транспортні судна, й урешті-решт їм вдалося потопити 5 транспортників, зокрема чотири з них потопив підводний човен Гюнтера Пріна U-47. Це була перша в історії атака за тактичним принципом «Вовча зграя».
«Скина» був призначений до складу конвойної групи C-3, що діяла у Північній Атлантиці і супроводжував конвої суден ON 93, HX 191, ONS 104, SC 90, ON 115, HX 202, ON 121, SC 98, ON 131, HX 210, ON 141, SC 109 та ONS 152 до переобладнання у січні 1943 року. 31 липня 1942 року «Скина» під час супроводу конвою ON 115 потопив у взаємодії з корветом «Ветасківін» на схід від Ньюфаундленду (49°59′ пн. ш. 36°36′ зх. д. / 49.983° пн. ш. 36.600° зх. д.) глибинними бомбами німецький підводний човен U-588 з усім екіпажем
24 жовтня 1944 року затонув у наслідок шторму, коли його зірвало з якірної стоянки в гавані Рейк'явіка та протягнуло до острова Відей, де «Скина» потонув, втративши 15 моряків у результаті катастрофи.